# Commodore CBM-II

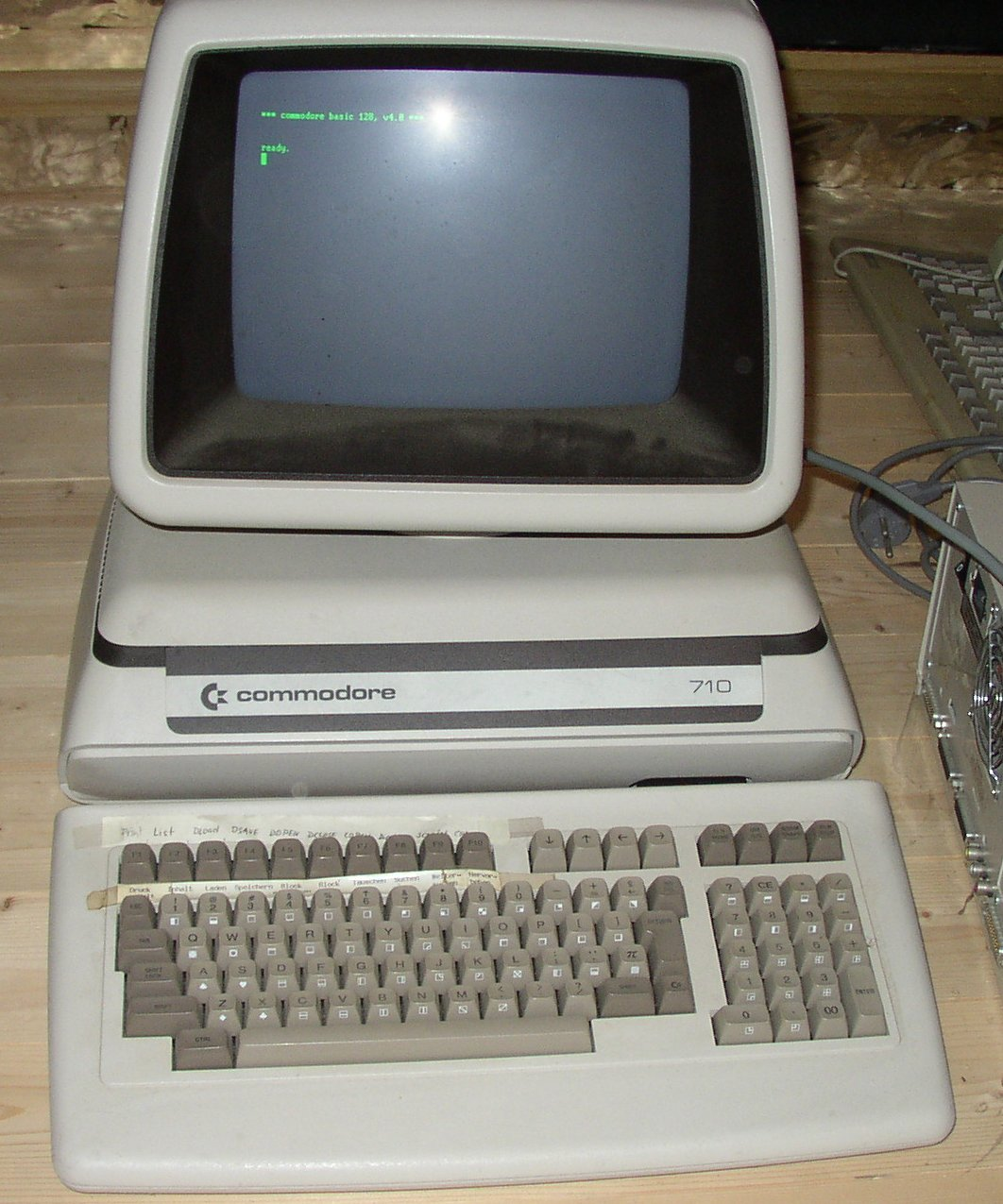
Commodore CBM 710

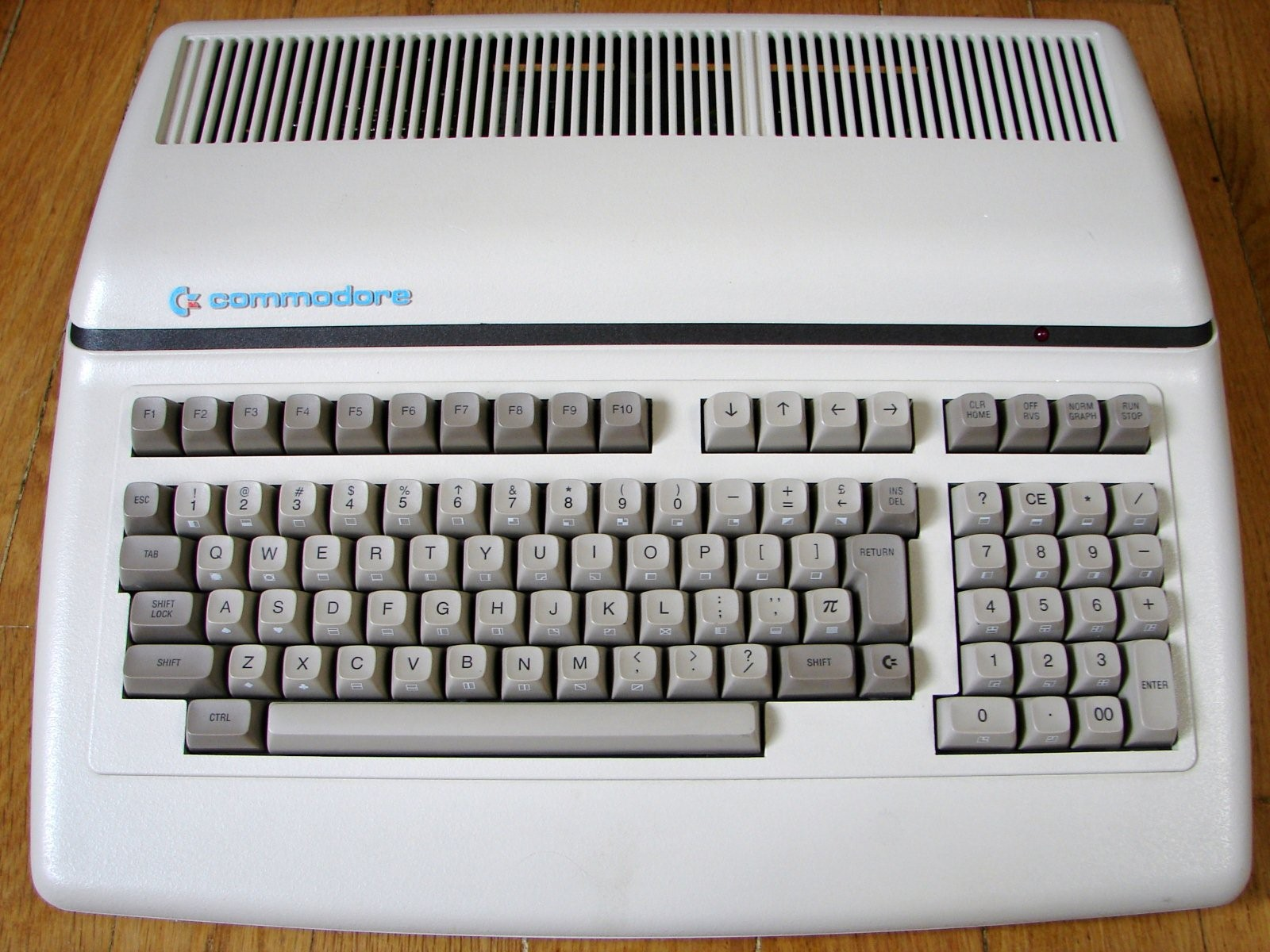
Commodore CBM 610

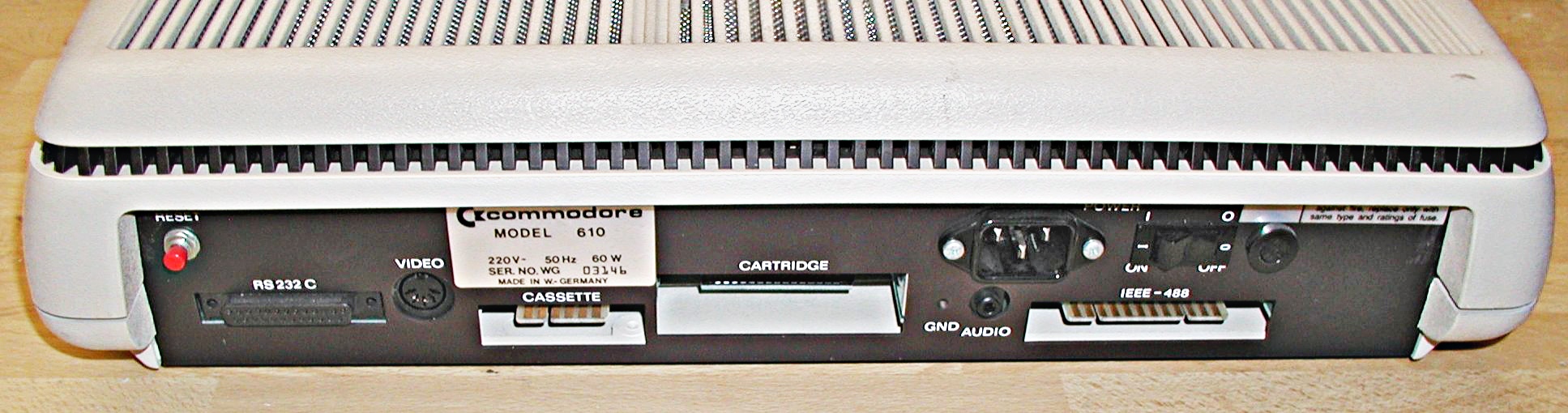
Złącza po tylnej stronie CBM 610

CBM-II – 8-bitowy komputer domowy zaprojektowany jako następca Commodore PET i produkowany przez firmę Commodore International w latach 1982–1984.

## Opis techniczny
W USA i Kanadzie CBM-II produkowany był w dwóch wersjach: P (Personal – do użytku domowego) oraz B (Business – do użytku biurowego). Seria B była oferowana w Europie pod zmieniona nazwą 600/700. Obydwie wersje wyposażone były w procesor MOS 6509 – poprawioną wersję MOS 6502, umożliwiający obsługę do 1 MB pamięci RAM dzięki użyciu stronicowania (jednakże żaden model CBM-II nie był fabrycznie wyposażany w więcej niż 256 kB pamięci). Dźwięk generowany był przy pomocy układu SID 6581 (podobnie jak w Commodore 64 i Commodore 128).
Wersja P wyposażona była w znany z C64 układ grafiki VIC-II (wyświetlanie 40 kolumn), natomiast wersja B posiadała chip Motorola 6845, umożliwiający wyświetlanie 80 kolumn monochromatycznego obrazu, bardziej adekwatnego do zastosowań biurowych jak np. użycie procesorów tekstu. Obraz wyświetlany był na monitorze w postaci zielonych znaków na czarnym tle. Opcjonalnie dostępny był procesor oparty na Intel 8088, który umożliwiał uruchomienie systemu CP/M-86 czy MS-DOS 1.25. CBM-II nie był jednak kompatybilny z komputerami IBM PC i tylko niewielka część oprogramowania przeznaczonego na tę platformę mogła być uruchamiana. Wbudowany system operacyjny bazujący na podstawowym procesorze MOS 6509, oparty był na KERNALu oraz Commodore BASIC w wersji 4.0.
Urządzenia zewnętrzne (stacje dysków, drukarki) podłączane mogły być przy pomocy portu IEEE-488. Komputer wyposażony był także w port szeregowy RS-232.

## Historia i wersje
Ze względu na popularność komputera C64 seria P nie została w USA oficjalnie wypuszczona na rynek, jedynie niewielka liczba została sprzedana. Ponieważ komputery te nie otrzymały akceptacji FCC, firma Commodore musiała skupić je, a następnie zniszczyć i obecnie tylko kilka egzemplarzy znajduje się w prywatnych kolekcjach. Wersja europejska CBM 500 (256 kB pamięci) została sprzedana tylko w niewielkiej ilości. Produkowano także wersje CBM 505 (64 kB pamięci) oraz CBM 510 (128 kB pamięci).
Najbardziej popularną wersją serii B był B128 (w Europie nazywany CBM 610), wyposażony w 128 kB RAMu. Sprzedawano także wersję CBM 620 z 256 kB pamięci. Wersja B128-80 (w Europie CBM 710) posiadała nową obudowę High Profile ze zintegrowanym 12-calowym monochromatycznym monitorem, odłączaną klawiaturą i 128 kB RAM, zaś wersja CBM 720 posiadała identyczną obudowę i 256 kB pamięci. Planowana była również wersja z wbudowanymi dwiema stacjami dysków 5,25", jednak nie trafiła do produkcji. Najbardziej rozbudowaną wersją był CBM 730 z wbudowanym fabrycznie koprocesorem 8088. Komputer nie sprzedawał się jednak dobrze w USA i ostatecznie był tam oferowany wyłącznie w sprzedaży wysyłkowej przez zależną od Commodore firmę Protecto Enterprises z Chicago w zestawie z podwójną stacją dysków, monitorem i drukarką.
Po zakończeniu produkcji dokumentacja i schematy komputera zostały przekazane grupie użytkowników z Chicago, która stworzyła bazę oprogramowania na ten komputer.